# NGC 331
NGC 331 је спирална галаксија у сазвежђу Кит која се налази на NGC листи објеката дубоког неба.
Деклинација објекта је - 2° 43' 52" а ректасцензија 0h 47m 6,7s. Привидна величина (магнитуда) објекта NGC 331 износи 14,6 а фотографска магнитуда 15,5. NGC 331 је још познат и под ознакама MCG -1-3-12, PGC 2759.